# Manuel Chaves González
Manuel María Chaves González (ur. 7 lipca 1945 w Ceucie) – hiszpański i andaluzyjski polityk, prawnik oraz samorządowiec, parlamentarzysta, minister i wicepremier, w latach 1990–2009 prezydent Andaluzji, działacz Hiszpańskiej Socjalistycznej Partii Robotniczej (PSOE).

## Życiorys
Ukończył studia prawnicze na Universidad de Sevilla, doktoryzował się w zakresie prawa pracy. Pracował jako nauczyciel akademicki na macierzystej uczelni, a także na uniwersytetach w Bilbao i Kordobie.
Od 1968 członek Hiszpańskiej Socjalistycznej Partii Robotniczej, wówczas nielegalne, zalegalizowanej po upadku dyktatury. Wstąpił także do związku zawodowego Unión General de Trabajadores, w 1972 współtworzył związek zawodowy pracowników edukacji FETE-UGT, a w latach 1976–1986 był członkiem komitetu wykonawczego UGT. W strukturze partyjnej PSOE od 1981 był członkiem federalnego komitetu wykonawczego. W 1994 został sekretarzem generalnym partii w Andaluzji, a od 2000 pełnił honorową funkcję przewodniczącego swojego ugrupowania (kierowanego przez sekretarza generalnego będącego liderem partii). Na obu funkcjach, odpowiednio w 2010 i w 2012, zastępował go José Antonio Griñán.
W latach 1977–1990 był posłem do Kongresu Deputowanych (konstytuanty oraz I, II, III i IV kadencji). Od lipca 1986 do maja 1990 sprawował urząd ministra pracy i opieki społecznej w gabinecie Felipe Gonzáleza. W 1988 proponowane przez niego zmiany w prawie skutkowały strajkiem generalnym zorganizowanym przez UGT.
Zrezygnował z urzędu ministra, by wziąć udział w wyborach regionalnych. Wybierany na posła do parlamentu Andaluzji, w lipcu 1990 powołany na stanowisko prezydenta tej wspólnoty autonomicznej. Zajmował je nieprzerwanie przez niemal 19 lat do kwietnia 2009. Złożył ten urząd w związku z nominacją w skład rządu José Luisa Rodrígueza Zapatero. Został wówczas trzecim wicepremierem i ministrem polityki terytorialnej. W październiku 2010 jego resort przekształcono w ministerstwo polityki terytorialnej i administracji publicznej. W lipcu 2011 awansował na pozycję drugiego wicepremiera. Odszedł wraz z całym gabinetem w grudniu 2011.
Odznaczony Krzyżem Wielkim Orderu Karola III (1993) oraz Krzyżem Wielkim Orderu Izabeli Katolickiej (2011).